# Joe Madureira
Pour les articles homonymes, voir Madureira.
Joseph Madureira (né le 3 décembre 1974, à Philadelphie), surnommé Joe Mad! est un dessinateur américain, d'origine portugaise, principalement connu pour son travail sur Uncanny X-Men et sur Battle Chasers.

## Biographie
En 1991, Marvel engage Madureira, alors âgé de seize ans, comme stagiaire. Sa première publication est une histoire de huit pages dans Marvel Comics Presents, dans laquelle apparaît Véga de la Division Alpha. Dans les années qui suivent, Madureira participe à diverses tâches sur les séries liées aux X-Men, jusqu'à devenir le dessinateur régulier de Uncanny X-Men en 1994. Il devient rapidement l'un des artistes les plus populaires. On lui doit notamment les uniformes de l'Ère d'Apocalypse, ainsi que les nouveaux costumes du titre régulier.
Il abandonne Uncanny X-Men en 1997 afin de travailler sur sa propre série, Battle Chasers, pour Cliffhanger, une filiale de Image Comics. Le titre souffre de nombreux retards, les numéros ne sortant pas régulièrement (l'attente entre deux numéros a pu durer jusqu'à six mois). La série s'arrête après neuf numéros. 
Joe commence alors à travailler pour l'industrie du jeu vidéo. Avec une compagnie nommée Tri-Lunar, il crée le concept graphique d'un jeu, Dragonkind qui ne voit jamais le jour en raisons des difficultés financières de l'entreprise. Par la suite, il travaille sur deux jeux pour NCsoft, Exarch (qui fut annulé), et Tabula Rasa (un MMORPG). Il continue par ailleurs à réaliser de nombreuses couvertures pour des magazines de jeux vidéo et pour des comics.
Il a été annoncé qu'il dessinerait Ultimates 3, avec Jeph Loeb au scénario.
Madureira  est designer sur le jeu Darksiders ainsi que sa suite Darksiders II sur PS3, Xbox360 et PC en 2010 pour le premier, et 2012 pour le second, il prépare un scénario de film.
Après son départ de Vigil Games en 2012, qui fermera l'année suivante, Joe Madureira fonde avec son frère Steve en 2014 un nouveau studio de développement de jeux-vidéo : Airship Syndicate. Le premier jeu de ce studio, Battle Chasers: Nightwar, un RPG inspiré du comics de Madureira sort en 2017. En dépit de ne pas avoir pris part à Darksiders III, laissant le soin à Gunfire Games de le développer, il renouera avec la série en prenant part au dernier opus Darksiders: Genesis.
Joe Madureira est recruté sur la nouvelle série du célèbre tisseur "Avenging Spider-Man". En décembre 2011, le dessinateur quitte la série après trois numéros.

### Impact
Selon une enquête menée par l'édition américaine de Wizard (mai 2002), Madureira serait l'un des dix artistes les plus importants de tous les temps. Pat Lee, le fondateur de Dreamwave Productions, a même déclaré que Joe Madureira est définitivement associé aux comics de la fin des années 1990.

## Publications
Les titres suivis d'un astérisque ont été traduits en France, même partiellement.
- Astonishing X-Men vol.1 #1-4 (Marvel, 1995) *
- Battle Chasers #0, #1 à 9 (Cliffhanger, Image Comics, 1998 à 2001) *
- Deadpool : The Circle Chase vol.1 #1-4 (Marvel, 1993) *
- Excalibur vol.1 #57-58 (Marvel, 1992) *
- Marvel Comics Presents #8, 92, 99, 121 (Marvel, 1991, 1993) *
- Spider-Man: The Manga (1997)
- Street Fighter comics  (UDON/ Image Comics, 2003) *
- Uncanny X-Men #312-313, 316-317, 325-326, 328-330, 332, 334-338, 340-343, 345-348, 350(Marvel Comics, 1994-1997) *
- X-Factor vol.1 annual #7 'Marvel, 1992) *
- Generation X (2003)
- Darkstalkers (UDON 2004)
- Iron and the Maiden (Aspen MLT 2007)

## Jeux
- Dungeon Runners, (NCsoft 2007)
- Darksiders, dessin & design (Vigil Games 2010)
- Darksiders II, dessin & design (Vigil Games 2012)
- Battle Chasers: Nightwar (Airship Syndicate 2017)
- Darksiders Genesis (Airship Syndicate 2019)
- Ruined King: A League of Legends Story (Airship Syndicate 2021)
- Warframe, design Voruna (Digital Extremes 2023)